# Ларссон, Стефан (кёрлингист)
Сте́фан Ла́рссон (швед. Stefan Larsson; род. 2 августа 1954) — шведский кёрлингист и тренер по кёрлингу.
Чемпион Швеции среди мужчин (1992). В составе мужской сборной ветеранов Швеции участник чемпионата мира среди ветеранов 2011.
Как тренер мужской сборной Швеции участник чемпионата мира 1999.

## Достижения
- Чемпионат Швеции по кёрлингу среди мужчин: золото (1992).

## Команды
| Сезон   | Четвёртый   | Третий           | Второй         | Первый         | Запасной                                     | Турниры             |
| ------- | ----------- | ---------------- | -------------- | -------------- | -------------------------------------------- | ------------------- |
| 1991—92 | Пер Карлсен | Хенрик Хольмберг | Томми Олин     | Стефан Ларссон | Олле Хоканссон                               | ЧШМ 1992            |
| 2010—11 | Пер Карлсен | Матс Нюберг      | Стефан Ларссон | Dan Carlsén    | Claesl-Göran Höglund тренер: Фредрик Карлсен | ЧМВ 2011 (10 место) |

(скипы выделены полужирным шрифтом)

## Результаты как тренера национальных сборных
| Год  | Турнир                                       | Сборная          | Место |
| ---- | -------------------------------------------- | ---------------- | ----- |
| 1999 | Чемпионат мира по кёрлингу среди мужчин 1999 | Швеция (мужчины) | 9     |